# Труро (Массачусетс)
Труро (англ. Truro) — місто (англ. town) в США, в окрузі Барнстебел штату Массачусетс. Населення — 2454 особи (2020).

### Клімат
| Клімат : Труро               | Клімат : Труро | Клімат : Труро | Клімат : Труро | Клімат : Труро | Клімат : Труро | Клімат : Труро | Клімат : Труро | Клімат : Труро | Клімат : Труро | Клімат : Труро | Клімат : Труро | Клімат : Труро | Клімат : Труро |
| Показник                     | Січ.           | Лют.           | Бер.           | Квіт.          | Трав.          | Черв.          | Лип.           | Серп.          | Вер.           | Жовт.          | Лист.          | Груд.          | Рік            |
| Середній максимум, °C        | 3,6            | 4,2            | 7,1            | 12,1           | 17,2           | 23,0           | 26,3           | 25,6           | 21,9           | 16,6           | 11,7           | 6,9            | 14,7           |
| Середня температура, °C      | −0,1           | 0,5            | 3,3            | 8,1            | 12,9           | 18,4           | 21,9           | 21,4           | 17,9           | 12,6           | 7,9            | 3,0            | 10,7           |
| Середній мінімум, °C         | −3,8           | −3,2           | −0,6           | 4,0            | 8,8            | 13,8           | 17,4           | 17,3           | 13,9           | 8,6            | 4,1            | −0,9           | 6,7            |
| Норма опадів, мм             | 95             | 82             | 110            | 107            | 84             | 90             | 73             | 93             | 91             | 104            | 111            | 98             | 1139           |
| Вологість повітря, %         | 68.2           | 66.9           | 66.7           | 67.7           | 70.3           | 71.6           | 73.8           | 74.2           | 74.4           | 70.0           | 67.9           | 66.6           | 69.9           |
| ---------------------------- | -------------- | -------------- | -------------- | -------------- | -------------- | -------------- | -------------- | -------------- | -------------- | -------------- | -------------- | -------------- | -------------- |
| Джерело: PRISM Climate Group |                |                |                |                |                |                |                |                |                |                |                |                |                |

## Демографія
Згідно з переписом 2010 року, у місті мешкали 2003 особи в 984 домогосподарствах у складі 521 родини. Було 3077 помешкань
Расовий склад населення:
| - 95,4 % — білих - 1,9 % — чорних або афроамериканців - 0,5 % — азіатів - 0,2 % — корінних американців |

До двох чи більше рас належало 1,5 %. Частка іспаномовних становила 2,0 % від усіх жителів.
За віковим діапазоном населення розподілялося таким чином: 13,1 % — особи молодші 18 років, 62,7 % — особи у віці 18—64 років, 24,2 % — особи у віці 65 років та старші. Медіана віку мешканця становила 53,7 року. На 100 осіб жіночої статі у місті припадало 97,5 чоловіків;  на 100 жінок у віці від 18 років та старших — 96,8 чоловіків також старших 18 років.
Середній дохід на одне домашнє господарство  становив 65 030 доларів США (медіана — 62 844), а середній дохід на одну сім'ю — 79 257 доларів (медіана — 65 478). Медіана доходів становила 41 328 доларів для чоловіків та 42 750 доларів для жінок. За межею бідності перебувало 11,2 % осіб, у тому числі 17,6 % дітей у віці до 18 років та 7,6 % осіб у віці 65 років та старших.
Цивільне працевлаштоване населення становило 796 осіб. Основні галузі зайнятості: освіта, охорона здоров'я та соціальна допомога — 24,1 %, роздрібна торгівля — 14,1 %, будівництво — 13,7 %.